# Ricarda Multerer

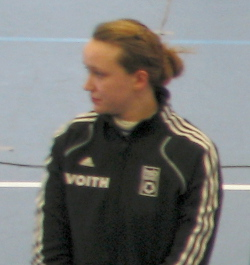
Ricarda Multerer 2013

Ricarda Multerer (* 5. April 1990 in Heidenheim an der Brenz) ist eine deutsche Degenfechterin. Sie ist fünffache deutsche Meisterin.

## Leben
Multerer erwarb an der Waldorfschule in Schwäbisch Gmünd die Hochschulreife. Sportliche Heimat ist der Heidenheimer SB, wo sie von Piotr Sozanski trainiert wird.
Zwischen 2003 und 2009 errang sie als Einzelfechterin und im Mannschaftsfechten zwölf Deutsche Meistertitel im Juniorenbereich. Im November 2010 gewann sie als Mitglied der deutschen Degenmannschaft mit
Britta Heidemann, Imke Duplitzer und Monika Sozanska bei den Fechtweltmeisterschaften in Paris die Silbermedaille.
2011 gewann sie die deutsche Mannschaftsmeisterschaft,
2012 wurde sie sowohl im Einzel als auch mit der Mannschaft deutsche Meisterin. Bei den Olympischen Spielen 2012 erreichte sie mit der Mannschaft den fünften Platz.
Im Jahr 2013 gewann sie bei den Deutschen Fechtmeisterschaften 2013 im Einzel, 2014 mit der Mannschaft.
Sie ist Sportsoldatin (Hauptgefreiter in der Sportfördergruppe der Bundeswehr in Mainz).